# اثنان غرباء بعيدين (فلم)
اثنان غرباء بعيدين (بالإنجليزية: Two Distant Strangers) فيلم أمريكي قصير لعام 2020 من تأليف ترافون فري وإخراج فري ومارتن ديزموند رو. يبحث الفيلم مقتل الأمريكيين السود خلال مواجهات مع الشرطة من خلال عيون شخصية محاصرة في حلقة زمنية تنتهي بوفاته. فاز الفيلم بجائزة أفضل فيلم قصير حي في حفل توزيع جوائز الأوسكار رقم 93. كان لاعبا كرة السلة كيفن دورانت، ومايك كونلي جونيور أيضًا جزءًا من الفيلم كمنتجين تنفيذيين. بدأ الجدل في مايو 2021، بعد أن ظهر ادعاء بأن الشركة المنتجة «الآن هذه هي الأخبار» انتحلت مفهوم الفيلم دون إعطاء الفضل لمبدعه.

## طاقم التمثيل
جوي بادا: في دور كارتر جيمس
أندرو هوارد: في دور ميرك (ضابط شرطة نيويورك)
زاريا سيمون: في دور بيري (حبيبة كارتر)
منى سيشوديا: في دور بائعة الفاكهة
كاميرون إيرلي: في دور شرطي الشارع 1
جيريمي ريفيت: في دور شرطي الشارع 2
تريفور مورغان: في دور شرطي الشارع 3
آنا جونزاليس: في دور سيدة أعمال
آني هسو: في دور صديقة
ايزان ليج: في دور لاعبة اليوجا

## أحداث الفيلم
يحاول مصمم الجرافيك الأسود كارتر جيمس في مدينة نيويورك، العودة إلى منزله ليتفقد كلبه، جيتر، في الصباح التالي لمواعدة الفتاة بيري لأول مرة، ليجد نفسه محاصرًا في حلقة زمنية تواجهه مرارًا وتكرارًا، حيث يجد نفسه في الشارع مع ميرك (ضابط شرطة نيويورك الأبيض). ميرك يتساءل عما إذا كان كارتر يدخن سيجارة ويريد أن يفتش حقيبته. تنتهي كل مواجهة بالشرطي يقتل كارتر، ثم يستيقظ وفي فراشة بيري. تقتحم شرطة مكافحة الشغب شقة بيري، في نسخة واحدة من الحلقة الزمنية، معتقدين أنها شقة مختلفة لأن رقم الباب يتدلى رأسًا على عقب، ويطلق النار عليه هناك، وبعد 99 حالة وفاة، يقرر كارتر مناقشة الموقف مع الضابط مارك. يفصح كارتر عن الحلقة الزمنية للضابط ميرك، ويقدم الدليل من خلال توقع ما سيفعله الأشخاص من حولهم بعد ذلك. يطلب كارتر من ميرك إعادته إلى المنزل. تنتهي الرحلة دون وقوع مأساة. يخرج ميرك وكارتر من سيارة الدورية ويتصافحان. لكن عندما يستدير كارتر لدخول مبنى شقته، يبدأ ميرك في التصفيق لما يسميه «الأداء النبيل» لكارتر، ويكشف أن ميرك يتذكر الحلقات السابقة أيضًا. ثم يطلق ميرك النار علي كارتر في ظهره، وبينما بدأت بركة من الدم تتشكل على شكل إفريقيا، يقول ميرك: «أراك غدًا، يا فتى». يستيقظ كارتر مرة أخرى وفي فراشه بيري. يغادر كارتر شقة بيري دون رادع لبذل جهد آخر للعودة إلى المنزل. أثناء تشغيل أغنية «الطريق المعروف»، يتم سرد أسماء الأمريكيين السود الذين لقوا حتفهم في مواجهات مع الشرطة.

## مقارنة الفيلم بأعمال موجودة من قبل
تمت مقارنة فيلم «اثنان غرباء بعيدين» بأفلام أخرى تشترك في فرضية مماثلة:
(1) يوم جرذ الأرض لرجل أسود Groundhog Day for a Black Man (2016)، إخراج سينثيا كاو: نشرت سينثيا كاو في أبريل 2021، مقطع فيديو على موقع التواصل الاجتماعي تيك توك تزعم فيه أن هذا الفيلم انتحل فيلمًا قصيرًا أخرجته في ديسمبر 2016 بعنوان جرذ الأرض للرجل الأسود. كانت محتويات فيلم سينثيا كاو مشابه لفيلم «اثنان غرباء بعيدين» وكلاهما يدور حول رجل أسود يحاول استعادة الحياة في نفس اليوم مرارًا وتكرارًا حتى يتمكن من النجاة من مشاجرة الشرطة. علاوة على ذلك، في عام 2020، وخلال احتجاجات جورج فلويد، تواصلت وكالة «الآن هذه هي الأخبار»، وهي بوابة إخبارية في وسائل التواصل الاجتماعي، وعرضت على كاو عرض فيلمها على صفحاتهم في الفيس بوك والانستجرام، وفي العام التالي أصدرت نتفليكس فيلم «اثنان غرباء بعيدين» بالتعاون مع «الآن هذه هي الأخبار»، باستثناء أي ذكر لاسم سينثيا كاو أو أن لها أي علاقة بالفكرة الأصلية للفيلم بأي شكل من الأشكال.
(2) ريبلاي (2019)، منطقة الشفق - الموسم 1 - الحلقة 3، من إخراج جيرارد ماكموري.
(3) نعي توند جونسون (2019)، إخراج علي ليروي.    

## استقبال الفيلم
منح موقع الطماطم الفاسدة الفيلم تقييم مقداره 92% بناء على آراء 12 ناقد سينمائي.
كتب آدم جراهام من صحيفة أخبار ديترويت: «أحد أقوى الأفلام لعام 2020، سواء كان فيلمًا طويلًا أو غير ذلك، ويجب أن يشاهده أكبر عدد ممكن من الجمهور».
كتبت آنا مينتا على موقع ديسايدر: «لسوء الحظ، إنه ليس وباءً جديدًا، لكنه أصبح وباءً مُلحًا بشكل متزايد، وهذا ما يريد الفيلم القصير «اثنان غرباء بعيدين» أن يدركه الجمهور».
كتبت سامين عامر على موقع «الأخبار الدولية» الباكستاني: «هناك رسالة هامة لدى الفيلم لمشاركتها، لكنها رسالة تمت مشاركتها من قبل بطريقة مشابهة بشكل مثير للريبة. لا يزال الأمر يستحق المشاهدة وسيتركك على الأرجح تفكر في موضوعه وأفكاره لفترة طويلة بعد انتهائه».

## الجوائز
حفل توزيع جوائز الأوسكار في 25 أبريل 2021: فاز بجائزة أفضل فيلم قصير أكشن مباشر ترافون فري ومارتن ديزموند رو.
جمعية نقاد السينما الأمريكية الأفريقية 7 أبريل 2021: فاز بجائزة أفضل فيلم قصير.

## وصلات خارجية
https://www.imdb.com/title/tt13472984/ اثنان غرباء بعيدين (فيلم)
https://www.rottentomatoes.com/m/two_distant_strangers اثنان غرباء بعيدين (فيلم)
https://www.filmaffinity.com/us/film618926.html اثنان غرباء بعيدين (فيلم)
https://www.youtube.com/watch?v=xPgf-JaWNh8 اثنان غرباء بعيدين (فيلم)
https://www.imdb.com/title/tt12453114/ اثنان غرباء بعيدين (فيلم)
https://www.usatoday.com/videos/news/nation/2021/03/10/joey-bada-shakes-up-old-trauma-short-film/6945069002/ اثنان غرباء بعيدين (فيلم)